# Luis José Sartorius y Tapia
Luis José Sartorius y Tapia, comte de San Luis, (Sevilla, 1820 - Madrid, 22 de febrer de 1871) va ser un periodista i polític espanyol durant el regnat d'Isabel II.

## Biografia
De família d'origen polonès, era parent del marquès de Cela també ostentava el títol de vescomte de Priego segons relata en les seves memòries el comte de Benalúa duc de San Pedro de Galatino:
| « | Sartorius va ser agraciat en 1848 per la Reina Isabel amb el Comtat de San Luis i al mateix temps amb el títol de Vescomte de Priego. La seva mare es deia Joaquina de Tapia i Sánchez de Oviedo, enllaçada per parentiu amb els Marquesos de Castelló. L'actual Comte de San Luis, el seu fill, company meu de la infantesa i cadet amb mi, ha estat també fa pocs anys Ministre de la Corona. | » |

Sartorius es va formar com a autodidacta en periodisme, fundant El Heraldo, periòdic que es va convertir en un dels puntals del Partit Moderat durant el regnat d'Isabel II. Des de les seves pàgines va combatre amb vehemència la regència d'Espartero, la qual cosa li va permetre en recompensa ser elegit Diputat en 1843. Va ser Ministre de Governació amb Ramón María Narváez i en l'exercici d'aquest càrrec, en 1849, va crear el segell de correus, per regularitzar i agilitar la correspondència arreu d'Espanya. Des d'aquest càrrec va controlar els processos electorals i se li atribueix haver falsificat molts dels resultats en diferents eleccions mentre va ocupar el càrrec, per la qual raó fou obligat a dimitir en 1851.
Va ser nomenat President del Consell de Ministres el 19 de setembre de 1853, en plena crisi dels governs moderats des de la caiguda de Juan Bravo Murillo. Després de perdre diverses votacions en el Congrés dels Diputats i el Senat, el 9 de desembre va decidir dissoldre les Cambres i governar mitjançant Decret, vulnerant la Constitució de 1845. En aquest període va iniciar la persecució dels moderats addictes a Leopoldo O'Donnell, així com als progressistes fins que es va produir La Vicalvarada i, amb ella, la fi de la Dècada Moderada i el pas al Bienni Progressista.
De la seva labor cal destacar, per la seva projecció ulterior, la reglamentació de la propietat literària i la seva regulació dels drets d'autor, la qual cosa li va valer l'aurèola de mecenes de les lletres espanyoles. El doctor José Valenzuela y Márquez li dedicà en 1854 la seva obra De la naturaleza de la enajenación mental.
Va morir a Madrid el 22 de febrer de 1871.